# Virachai Virameteekul

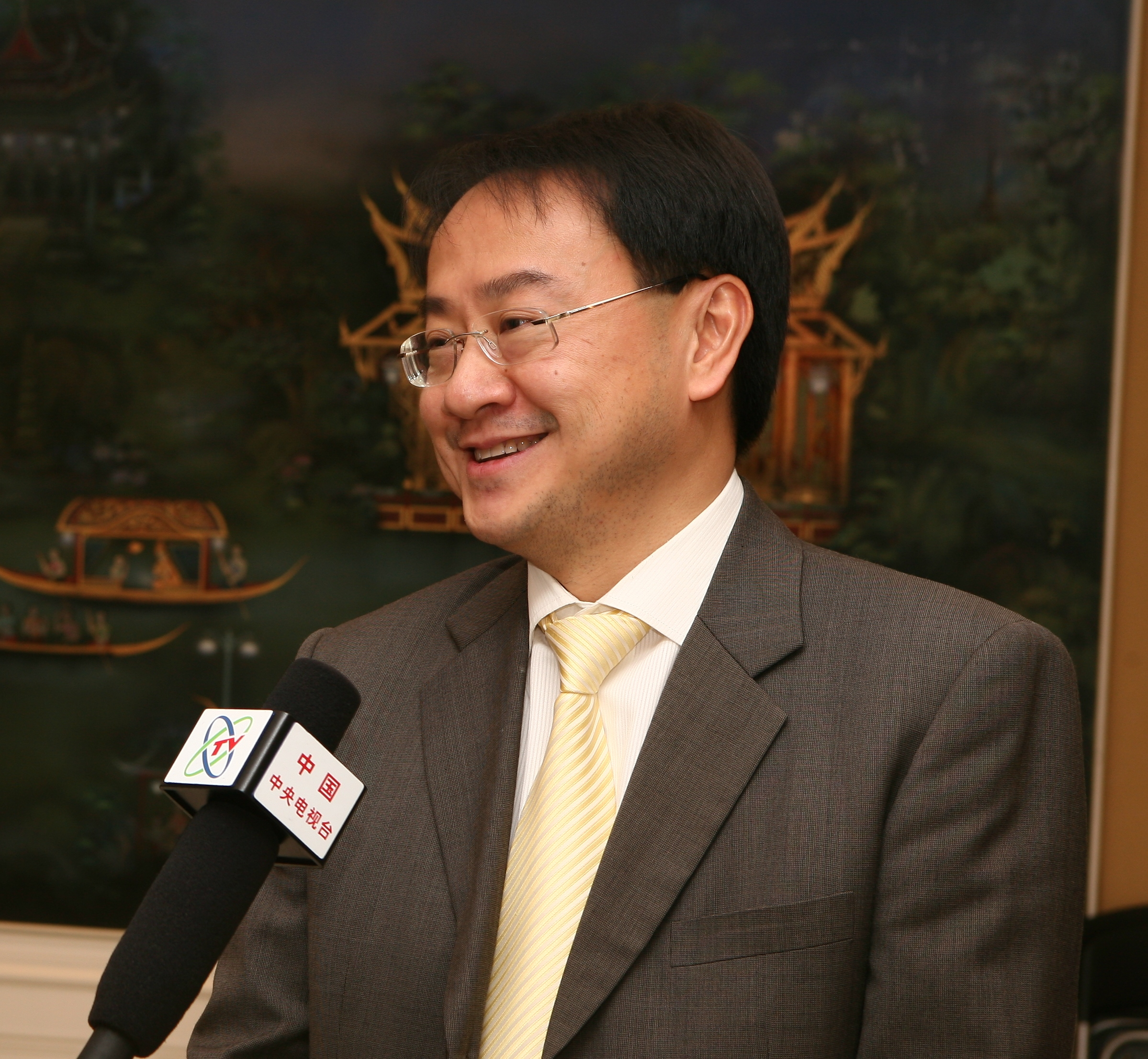
Virachai Virameteekul (2009)

Virachai Virameteekul (thailändisch วีระชัย วีระเมธีกุล, Wīrachạy wīrameṭhīkul; * 8. Juli 1967) ist ein thailändischer Universitätsprofessor, Manager und Politiker.

## Familie und Ausbildung
Er wurde als Sohn von Suchai und Sumali Virameteekul geboren. 1985 schloss er sein Studium an der Boston University, USA mit einem BSBA ab, und erlangte im Jahr danach einen MBA der Clark University. An der Chulalongkorn-Universität promovierte Virachai an der Fakultät für Betriebswirtschaftslehre (Faculty of Commerce and Accountancy) und erlangte im Jahr 1994 seinen Doktorgrad.

## Karriere

### Als Hochschullehrer
Nach seiner Promotion in Betriebswirtschaftslehre begann Virameteekul sein Berufsleben als Professor an der BWL-Fakultät, Chulalongkorn und lehrte gleichzeitig an vielen Universitäten als Gastprofessor, wie z. B. an der Dhurakij-Pundit-Universität, der Bangkok-Universität, der Assumption-Universität und der Thammasat-Universität.

### Im privaten Sektor
Nach 4 Jahren als Universitätsprofessor beendete er 1994 seine Tätigkeit im Staatsdienst und verließ damit die akademische Welt. Sein Vater, Suchai Virameteekul, ein erfahrener thailändisch-chinesischer Geschäftsmann, der enge Beziehungen zu größeren Firmen in China pflegt, wurde zur gleichen Zeit zur Investition in die chinesische Bankenbranche sowie die Finanzinstitute aufgefordert. Virachai trat zur Zeit der Wende des chinesischen Kapitalismus als stellvertretender Geschäftsführer und Generaldirektor der TM International Bank ein und arbeitete zuletzt als Vizepräsident der Business Development Bank in Shanghai.

## Politische Karriere

### Einstieg
Im Jahr 2000 trat er der Partei Thai Rak Thai (TRT) von Thaksin Shinawatra bei. Von dieser wurde er als Beispiel eines Politikers, der sowohl als Akademiker tätig war als auch Erfahrung als Manager in der Privatwirtschaft hat, präsentiert. Er kandidierte auf einem der oberen Listenplätze der TRT. Nach der Wahl 2001 wurde er, obwohl zum ersten Mal ins Parlament gewählt, erster Vizepräsident des Ausschusses für Geld-, Finanz-, Bank- und Kreditinstitutswesen und 2003 erster Vizepräsident des Ausschusses für Wirtschaftsentwicklung.

### Thaksin-Regierung
Im Kabinett von Thaksin Shinawatra war er Vizeminister für Landwirtschaft und Kooperativen, anschließend stellvertretender Finanzminister, und schließlich stellvertretender Außenminister.

### Surayud-Regierung
Als General Surayud Chulanont nach dem Militärputsch im September 2007, der Thaksin entmachtete, sein Amt antrat, wurde Virachai zum stellvertretenden Generalsekretär für Politik ernannt. Er war für politische Angelegenheiten des Landes sowie für die Zusammenarbeit mit der ernannten Nationalen Legislativversammlung verantwortlich.

### Ernennung zum Minister
Am 20. Dezember 2008 wurde Virachai Virameteekul Minister im Büro des Premierministers Abhisit Vejjajiva. Er vertrat den Regierungschef im Ausschuss für die öffentliche Sektorentwicklung, im Sekretariat des Kabinetts, im thailändischen Dorffonds und im Beirat für nationale Wirtschaft und Soziales. Im August 2011 wurde die Regierung Abhisit infolge der Parlamentswahl 2011 durch die Regierung von Yingluck Shinawatra abgelöst.

## Wichtige Tätigkeiten
- Vizepräsident der Business Development Bank, China
- 2001 Abgeordneter der Parteienliste, Bangkok
- 2001 und 2003 Erster Vizepräsident des Ausschusses für Geld-, Finanz-, Bank- und Kreditinstitutwesen
- 2001 und 2003 Erster Vizepräsident des Ausschusses für Wirtschaftsentwicklung

## Orden
- – Ritter mit Großkordon (Sonderstufe) des Ordens der Krone von Thailand
- – Ritter mit Großkordon (Sonderstufe) des Weißen Elefantenordens